# Берёзовка (приток Вурлама)
Берёзовка — река в России, протекает по Кочёвскому району Пермского края. Устье в 26 км по правому берегу реки Вурлам. Длина реки составляет 15 км.
Исток реки в лесах Верхнекамской возвышенности неподалёку от границы Кировской области и Пермского края в 14 км к северо-востоку от посёлка Усть-Силайка (Юксеевское сельское поселение). Река течёт на северо-восток по ненаселённому лесному массиву. Впадает в Вурлам, по которому здесь проходит граница с Гайнским районом в 8 км к юго-западу от деревни Красный Яр (Иванчинское сельское поселение).

## Данные водного реестра
По данным государственного водного реестра России относится к Камскому бассейновому округу, водохозяйственный участок реки — Кама от истока до водомерного поста у села Бондюг, речной подбассейн реки — бассейны притоков Камы до впадения Белой. Речной бассейн реки — Кама.
Код объекта в государственном водном реестре — 10010100112111100002942.